# 坊令
坊令（ぼうれい）とは、日本の律令制において都（京）の4坊ごとに設置されていた地区の責任者のこと。条令（じょうれい）とも。

## 概要
日本の律令制では、諸国の行政は外官である国司が行っていたのに対して、都（京）の行政は内官である京職が行っていた。国司の下に郡司と里長が置かれ、京職の下に坊令と坊長が置かれていたことから、郡司と坊令が対応すると言われることがあるが、違う点も多い。
郡司はその地域における旧来の支配層であった国造の末裔が優先的に任用されるなど世襲の性格が強くかつ終身であった。これに対して坊令はその坊に住む正八位以下の者でその任に堪えうる者から選ばれることになっていたため（戸令取坊令条）、世襲の性格を持たなかった。また、同じ条文に坊長・里長は白丁（無位の者）から選ぶことが合わせて書かれていることから、坊令と坊長の上下関係を明確化する意味で、初位以上の有位者が任命されるという暗黙の規定があったと推測されている。なお、管内に適任者がいなければ近隣の坊の人物を任じても良いとされてはいたが、実務においては七位の坊令も存在していた。なお、天長2年（825年）には坊令に就く者の不足を解消するために在京の畿内出身者を任じることを許す太政官符が出されている（『類聚三代格』巻四、加減諸司官員并廃置事）。なお、『令集解』には外位の保持者が坊令に任じられた場合には改めて内位に任じられることになっており、昇進に関しては内位が有利な体系になっている中で優遇が約束されていた。なお、中国の唐の制度では都の長安に日本の里長に相当する里正と坊長に相当する坊正が併存して役割分担を行っていたが、日本では都（京）に里長を置かなかったために坊令－坊長が里正・坊正の仕事に相当する業務を行った。また、唐の里正や坊正は住民代表に相当する地域の有力者に対して県が任命する手続を取っていたが、日本の坊令・坊長は中央の官司である京職の末端に位置する官人であった。中国では律令制よりも前に都城制が成立して、住民によるある程度の自治が既に存在しており、朝廷もそれを活用する方向で行政の運用を行ってきていたが、日本では都城制の考えが移入されてから日が浅く、住民が代表を選ぶ段階まで達していなかった。このため、京職が人為的に坊令・坊長を任じて地域責任者としていったが、上から派遣された彼らは住民の代表者にはなり得なかったのが両国の制度の大きな違いと言える。
坊令及び坊長の職務として戸令では、戸口（戸とそこに属する人々）の管理と不正の取締及び住民に課された賦徭の徴集、すなわち租と調の徴収と兵士や雑徭の徴発の実施が規定されている（戸令置坊長条）。この規定から派生したと思われる職務として、奴婢や家地の売買取引の商人や各種犯罪の防止、遺産相続における調査・確認、住民に対する教化・訓導活動などが挙げられる。また、戸令の鰥寡（かんか）条には自活が困難な生活困窮者は最終的には坊里が責任をもって保護することになっていることから、坊の責任者である坊令や坊長がその実務にあたったと考えられている。
しかし、皇親や五位以上の貴族が多数住む都（京）において、彼らの権勢によって京職やその末端に位置する坊令・坊長の職務が対捍・妨害を受けることも珍しくなく、特に8世紀後半以降に深刻な都市問題と化していった。更にその場合、処罰を受けるのは妨害をした貴族達ではなく、彼らから職務怠慢を一方的に追及された坊令や坊長達ということになり、次第にそのなり手がいなくなってしまうことになった。このため、9世紀に入ると坊令の待遇改善や前述の天長2年の太政官符のように任用要件の緩和などに乗り出すことになる。また、依然として白丁のみが任用されることになっていた坊長については外からの雇役が認められるようになり、徭銭で雇われた坊長が清掃などを行う方針（現代社会における行政サービスに相当）に転換することで問題解決が図られた。その後、貞観4年（862年）に左京大夫に任命された紀今守は坊令に代わる存在として保長の制度を導入し、皇親・貴族の代わりにその家政職員を保長に任じることを可能にすることで皇親・貴族層を都（京）の行政の一端に巻き込もうとした。この制度は紆余曲折の末、昌泰2年（899年）には平安京全域で実施されるようになる。しかし、10世紀後半になると、坊令・保長共に名前だけの存在となり、それに代わって下級官人の出身者が多いながらもその地域の有力者と言える存在である保刀禰が坊令や保長の役割を担うようになっていくことになる。